# محمد شاه (سلطان سلانگور)
سلطان محمد شاه ابن المرحوم سلطان ابراهيم شاه (جاوی: سلطان محمد شاه ابن المرحوم سلطان إبراهيم شاه؛ به‌هنگام تولد راجا محمد بن راجا ابراهیم، ۱۷۷۲ – ۶ ژانویه ۱۸۵۷) سومین سلطان سلانگور بود. حکمرانی او به مدت ۳۱ سال بود که تا هنگام فوتش به طول انجامید و در این مدت رویدادهای راه‌اندازی معادن قلع در آمپانگ و تفکیک سلانگور به پنج ناحیه مستقل اتفاق افتاد. اقدامات او در فراهم کردن زمین برای بستگانش، سر انجام منجر به رخداد جنگ کلانگ گردید.

## سلطنت
محمد شاه جزو پسران زن اول ابراهیم شاه، پدرش نبود ولی وقتی در هنگام زمامداری پدرش به عنوان وارث مقدر تعیین گردید به عنوان سلطان بعدی سلانگور مورد قبول افراد عالی‌رتبه ایالت واقع گردید. محمد شاه برای انجام امور زمامداری، دارای صلاحیت لازم نبود و بر راجاهای محلی، سردمداران روستاها یا مناطق، کنترل جامع و کاملی نداشت.